# Colembert
Colembert é uma comuna francesa na região administrativa de Altos da França, no departamento de Pas-de-Calais. Estende-se por uma área de 9,92 km². Em 2010 a comuna tinha 968 habitantes (densidade: 97,6 hab./km²).